# Football Club Paradiso 2022-2023
Questa voce raccoglie le informazioni riguardanti il Football Club Paradiso nelle competizioni ufficiali della stagione 2022-2023.

## Stagione
Nella stagione 2022-2023 il Paradiso, allenato da Roberto Gatti, Giovanni Rosamilia e Giuseppe Sannino, concluse il campionato di Prima Lega al 1º posto.

## Rosa
| N. |                       | Ruolo | Calciatore           |
| -- | --------------------- | ----- | -------------------- |
| 1  | Italia (bandiera)     | P     | William Marinelli    |
| 4  | Svizzera (bandiera)   | D     | Simone Belometti     |
| 7  | Svizzera (bandiera)   | C     | Salvatore Guarino    |
| 8  | Italia (bandiera)     | C     | Donato Disabato      |
| 9  | Svezia (bandiera)     | C     | Adhavan Rajamohan    |
| 10 | Francia (bandiera)    | A     | Alassane Meïté       |
| 11 | Italia (bandiera)     | A     | Simone Piazza        |
| 13 | Italia (bandiera)     | D     | Matteo Mauro         |
| 17 | Svizzera (bandiera)   | C     | David Stefanovic     |
| 18 | Svizzera (bandiera)   | P     | Miodrag Mitrovič     |
| 20 | Italia (bandiera)     | C     | Yassin Sbai          |
| 21 | Serbia (bandiera)     | C     | Nikola Milosavljević |
| 22 | Italia (bandiera)     | A     | Carte Said           |
| 23 | Svizzera (bandiera)   | D     | Lorenzo Loiero       |
| 24 | Portogallo (bandiera) | C     | Matthias Lopes       |

| N. |                           | Ruolo | Calciatore        |
| -- | ------------------------- | ----- | ----------------- |
| 25 | Svizzera (bandiera)       | P     | Alessio Bellante  |
| 26 | Svezia (bandiera)         | C     | Joel Berhane      |
| 27 | Italia (bandiera)         | D     | Noel Kabamba      |
| 28 | Svizzera (bandiera)       | D     | Simone Mazzoletti |
| 30 | Italia (bandiera)         | A     | Michele Foglia    |
| 31 | Svizzera (bandiera)       | D     | Tiziano Villa     |
| 33 | Svizzera (bandiera)       | D     | Daniele Russo     |
| 47 | Svizzera (bandiera)       | A     | Patrick Rossini   |
| 94 | Italia (bandiera)         | C     | Michele Bennati   |
|    | Svizzera (bandiera)       | D     | Julien Bonvin     |
|    | Italia (bandiera)         | D     | Giorgio Rezia     |
|    | Italia (bandiera)         | C     | Luca Giunti       |
|    | RD del Congo (bandiera)   | C     | Ridge Mobulu      |
|    | Svizzera (bandiera)       | C     | Ian Richina       |
|    | Costa d'Avorio (bandiera) | C     | Jimmy Tchaoulé    |

## Organigramma societario
Area tecnica
- Allenatore: Giuseppe Sannino
- Allenatore in seconda: Giovanni Rosamilia
- Preparatore dei portieri:
- Preparatori atletici:

## Calciomercato

### Sessione estiva
| Acquisti | Acquisti                | Acquisti   | Acquisti |
| R.       | Nome                    | da         | Modalità |
| -------- | ----------------------- | ---------- | -------- |
| C        | Guélor Samba            | Bellinzona |          |
| C        | Mahamadou Tounkara      | Lugano II  |          |
| D        | Masssimiliano De Felice | Novazzano  |          |
| P        | William Marinelli       | Vedeggio   |          |
| D        | Simone Belometti        | Bellinzona |          |
| A        | Michele Foglia          | Chieri     |          |
| A        | Giovanni Italo          | Mendrisio  |          |
| A        | Patrick Rossini         | Bellinzona |          |
| A        | David Stojanov          | Ascona     |          |

| Cessioni | Cessioni          | Cessioni         | Cessioni |
| R.       | Nome              | a                | Modalità |
| -------- | ----------------- | ---------------- | -------- |
| C        | Ivan Ćalić        | Ascona           |          |
| A        | Soulayman El Amri | Bala Town        |          |
| D        | Alessandro Arioli | FC Collina d'Oro |          |
| D        | Devid Girola      | FC Collina d'Oro |          |
| P        | Emanuele Durini   | Taverne          |          |
| C        | Tomas Cocimano    | Taverne          |          |
| A        | Genc Krasniqi     | Rotkreuz         |          |

### Sessione invernale
| Acquisti | Acquisti          | Acquisti  | Acquisti |
| R.       | Nome              | da        | Modalità |
| -------- | ----------------- | --------- | -------- |
| A        | Carte Said        | Chiasso   |          |
| P        | Miodrag Mitrovič  | Chiasso   |          |
| C        | David Stefanovic  | Chiasso   |          |
| C        | Jimmy Tchaoulé    | Taverne   |          |
| C        | Yassin Sbai       | Balerna   |          |
| C        | Donato Disabato   | Varese    |          |
| C        | Adhavan Rajamohan | Degerfors |          |

| Cessioni | Cessioni                | Cessioni         | Cessioni |
| R.       | Nome                    | a                | Modalità |
| -------- | ----------------------- | ---------------- | -------- |
| C        | Mahamadou Tounkara      | Martigny         |          |
| A        | Injic Rodrigues         | FC Collina d'Oro |          |
| A        | Giovanni Daidola        | Casale           |          |
| C        | Axel De Biasi           | Mendrisio        |          |
| D        | Masssimiliano De Felice | Casale           |          |
| A        | Giovanni Italo          | FC Collina d'Oro |          |
| C        | Guélor Samba            | Bellinzona       |          |
| A        | David Stojanov          | Locarno          |          |

## Risultati

### Prima Lega

#### andata
| Collina d'Oro 6 agosto 2022, ore 18:00 CEST 1ª giornata                                  | Paradiso  | 4 – 1 referto | Kosova Zurigo | Campo Pian Scairolo (140 spett.) |
| \| \| \| \| \| Italo 6’ Loiero 51’ Bennati 60’ Guarino 87’ \| Marcatori \| 76’ Osmani \| |           |               |               |                                  |
|                                                                                          |           |               |               |                                  |
| Italo 6’ Loiero 51’ Bennati 60’ Guarino 87’                                              | Marcatori | 76’ Osmani    |               |                                  |

| Eschen 13 agosto 2022, ore 16:00 CEST 2ª giornata | Eschen/Mauren | 0 – 1 referto | Paradiso | Sportpark Eschen (250 spett.) |
| \| \| \| \| \| \| Marcatori \| 64’ Rossini \|     |               |               |          |                               |
|                                                   |               |               |          |                               |
|                                                   | Marcatori     | 64’ Rossini   |          |                               |

| Collina d'Oro 20 agosto 2022, ore 18:00 CEST 3ª giornata                        | Paradiso  | 2 – 1 referto   | Winterthur II | Campo Pian Scairolo (110 spett.) |
| \| \| \| \| \| Hammer 42’ (aut.) Rossini 90’ \| Marcatori \| 90’ (rig.) Demi \| |           |                 |               |                                  |
|                                                                                 |           |                 |               |                                  |
| Hammer 42’ (aut.) Rossini 90’                                                   | Marcatori | 90’ (rig.) Demi |               |                                  |

| Torricella-Taverne 28 agosto 2022, ore 17:00 CEST 4ª giornata         | Taverne   | 2 – 1 referto | Paradiso | Campo comunale Taverne |
| \| \| \| \| \| Cvetković 14’, 90’ (rig.) \| Marcatori \| 9’ Foglia \| |           |               |          |                        |
|                                                                       |           |               |          |                        |
| Cvetković 14’, 90’ (rig.)                                             | Marcatori | 9’ Foglia     |          |                        |

| Collina d'Oro 3 settembre 2022, ore 18:00 CEST 5ª giornata | Paradiso  | 1 – 0 referto | Grasshoppers II | Campo Pian Scairolo |
| \| \| \| \| \| Stojanov 83’ \| Marcatori \| \|             |           |               |                 |                     |
|                                                            |           |               |                 |                     |
| Stojanov 83’                                               | Marcatori |               |                 |                     |

| Tuggen 10 settembre 2022, ore 16:00 CEST 6ª giornata               | Tuggen    | 2 – 1 referto | Paradiso | Sportplatz Linthstrasse (317 spett.) |
| \| \| \| \| \| Meier 61’ Rocca 90’ \| Marcatori \| 79’ Stojanov \| |           |               |          |                                      |
|                                                                    |           |               |          |                                      |
| Meier 61’ Rocca 90’                                                | Marcatori | 79’ Stojanov  |          |                                      |

| Collina d'Oro 17 settembre 2022, ore 18:00 CEST 7ª giornata                                                | Paradiso  | 5 – 1 referto | Weesen | Campo Pian Scairolo |
| \| \| \| \| \| De Biasi 4’ Rossini 24’ Stojanov 37’ Italo 72’ Belometti 86’ \| Marcatori \| 78’ Gentile \| |           |               |        |                     |
| |           |               |        |                     |
| De Biasi 4’ Rossini 24’ Stojanov 37’ Italo 72’ Belometti 86’                                               | Marcatori | 78’ Gentile   |        |                     |

| Kreuzlingen 24 settembre 2022, ore 16:00 CEST 8ª giornata                  | Kreuzlingen | 0 – 4 referto                            | Paradiso | Sportplatz Hafenareal |
| \| \| \| \| \| \| Marcatori \| 12’ Foglia 30’, 38’ (rig.), 45’ Stojanov \| |             |                                          |          |                       |
|                                                                            |             |                                          |          |                       |
|                                                                            | Marcatori   | 12’ Foglia 30’, 38’ (rig.), 45’ Stojanov |          |                       |

| Collina d'Oro 1º ottobre 2022, ore 17:00 CEST 9ª giornata          | Paradiso  | 2 – 1 referto | Uzwil | Campo Pian Scairolo (150 spett.) |
| \| \| \| \| \| Rossini 52’ Italo 55’ \| Marcatori \| 42’ Lanker \| |           |               |       |                                  |
|                                                                    |           |               |       |                                  |
| Rossini 52’ Italo 55’                                              | Marcatori | 42’ Lanker    |       |                                  |

| Gossau 8 ottobre 2022, ore 16:00 CEST 10ª giornata                                        | Gossau    | 2 – 3 referto                    | Paradiso | Sportanlage Buechenwald (200 spett.) |
| \| \| \| \| \| Abegglen 38’ Makia 49’ \| Marcatori \| 81’ Italo 87’ Piazza 90’ Rossini \| |           |                                  |          |                                      |
|                                                                                           |           |                                  |          |                                      |
| Abegglen 38’ Makia 49’                                                                    | Marcatori | 81’ Italo 87’ Piazza 90’ Rossini |          |                                      |

| Collina d'Oro 15 ottobre 2022, ore 17:00 CEST 11ª giornata | Paradiso  | 0 – 1 referto | Höngg | Campo Pian Scairolo (120 spett.) |
| \| \| \| \| \| \| Marcatori \| 41’ Knöpfli \|              |           |               |       |                                  |
|                                                            |           |               |       |                                  |
|                                                            | Marcatori | 41’ Knöpfli   |       |                                  |

| Collina d'Oro 29 ottobre 2022, ore 17:00 CEST 12ª giornata                                     | Paradiso  | 5 – 0 referto | Freienbach | Campo Pian Scairolo (250 spett.) |
| \| \| \| \| \| Rossini 12’, 45’ Bennati 63’ Guarino 74’ (rig.) Stojanov 87’ \| Marcatori \| \| |           |               |            |                                  |
|                                                                                                |           |               |            |                                  |
| Rossini 12’, 45’ Bennati 63’ Guarino 74’ (rig.) Stojanov 87’                                   | Marcatori |               |            |                                  |

| Wettswil 5 novembre 2022, ore 16:00 CET 13ª giornata | Wettswil-Bonstetten | 0 – 0 referto | Paradiso | Sportplatz Moos |

| Collina d'Oro 12 novembre 2022, ore 17:00 CET 14ª giornata | Paradiso  | 1 – 0 referto | Lugano II | Campo Pian Scairolo (500 spett.) |
| \| \| \| \| \| Rossini 14’ \| Marcatori \| \|              |           |               |           |                                  |
|                                                            |           |               |           |                                  |
| Rossini 14’                                                | Marcatori |               |           |                                  |

| Näfels 19 novembre 2022, ore 16:00 CET 15ª giornata                        | Linth 04  | 1 – 2 referto         | Paradiso | Linth-Arena |
| \| \| \| \| \| Pereira 74’ (rig.) \| Marcatori \| 78’ Rossini 85’ Italo \| |           |                       |          |             |
|                                                                            |           |                       |          |             |
| Pereira 74’ (rig.)                                                         | Marcatori | 78’ Rossini 85’ Italo |          |             |

#### ritorno
| Zurigo 27 novembre 2022, ore 16:00 CET 16ª giornata | Kosova Zurigo | 1 – 0 referto | Paradiso | Juchhof 1 |
| \| \| \| \| \| Avdyli 56’ \| Marcatori \| \|        |               |               |          |           |
|                                                     |               |               |          |           |
| Avdyli 56’                                          | Marcatori     |               |          |           |

| Collina d'Oro 25 febbraio 2023, ore 16:00 CET 17ª giornata     | Paradiso  | 3 – 0 referto | Eschen/Mauren | Campo Pian Scairolo (100 spett.) |
| \| \| \| \| \| Rossini 16’, 70’ Guarino 32’ \| Marcatori \| \| |           |               |               |                                  |
|                                                                |           |               |               |                                  |
| Rossini 16’, 70’ Guarino 32’                                   | Marcatori |               |               |                                  |

| Winterthur 5 marzo 2023, ore 14:30 CET 18ª giornata | Winterthur II | 0 – 1 referto | Paradiso | Stadion Schützenwiese |
| \| \| \| \| \| \| Marcatori \| 45’ Guarino \|       |               |               |          |                       |
|                                                     |               |               |          |                       |
|                                                     | Marcatori     | 45’ Guarino   |          |                       |

| Collina d'Oro 11 marzo 2023, ore 16:00 CET 19ª giornata | Paradiso  | 1 – 1 referto | Taverne | Campo Pian Scairolo |
| \| \| \| \| \| Meïté 66’ \| Marcatori \| 5’ Niang \|    |           |               |         |                     |
|                                                         |           |               |         |                     |
| Meïté 66’                                               | Marcatori | 5’ Niang      |         |                     |

| Niederhasli 18 marzo 2023, ore 17:00 CET 20ª giornata                   | Grasshoppers II | 1 – 2 referto          | Paradiso | GC Campus AG |
| \| \| \| \| \| Uka 85’ (rig.) \| Marcatori \| 8’ Piazza 24’ Disabato \| |                 |                        |          |              |
|                                                                         |                 |                        |          |              |
| Uka 85’ (rig.)                                                          | Marcatori       | 8’ Piazza 24’ Disabato |          |              |

| Collina d'Oro 29 marzo 2023, ore 20:00 CEST 21ª giornata | Paradiso | 0 – 0 referto | Tuggen | Campo Pian Scairolo |

| Weesen 1º aprile 2023, ore 17:30 CEST 22ª giornata       | Weesen    | 0 – 2 referto          | Paradiso | Sportplatz Moos |
| \| \| \| \| \| \| Marcatori \| 11’ Piazza 61’ Rossini \| |           |                        |          |                 |
|                                                          |           |                        |          |                 |
|                                                          | Marcatori | 11’ Piazza 61’ Rossini |          |                 |

| Collina d'Oro 8 aprile 2023, ore 16:00 CEST 23ª giornata                                     | Paradiso  | 4 – 1 referto     | Kreuzlingen | Campo Pian Scairolo (130 spett.) |
| \| \| \| \| \| Berhane 28’ Bennati 53’ Rossini 55’, 77’ \| Marcatori \| 17’ (rig.) Karaki \| |           |                   |             |                                  |
|                                                                                              |           |                   |             |                                  |
| Berhane 28’ Bennati 53’ Rossini 55’, 77’                                                     | Marcatori | 17’ (rig.) Karaki |             |                                  |

| Uzwil 15 aprile 2023, ore 17:00 CEST 24ª giornata        | Uzwil     | 0 – 2 referto          | Paradiso | Sportanlage Rüti |
| \| \| \| \| \| \| Marcatori \| 31’ Bennati 48’ Loiero \| |           |                        |          |                  |
|                                                          |           |                        |          |                  |
|                                                          | Marcatori | 31’ Bennati 48’ Loiero |          |                  |

| Collina d'Oro 22 aprile 2023, ore 16:00 CEST 25ª giornata                     | Paradiso  | 5 – 0 referto | Gossau | Campo Pian Scairolo |
| \| \| \| \| \| Foglia 11’, 51’ Loiero 26’ Rossini 78’, 81’ \| Marcatori \| \| |           |               |        |                     |
|                                                                               |           |               |        |                     |
| Foglia 11’, 51’ Loiero 26’ Rossini 78’, 81’                                   | Marcatori |               |        |                     |

| Zurigo 29 aprile 2023, ore 16:00 CEST 26ª giornata                                 | Höngg     | 0 – 4 referto                                    | Paradiso | Sportplatz Hönggerberg |
| \| \| \| \| \| \| Marcatori \| 22’ Disabato 29’ Loiero 62’ Mauro 90’ Stefanovic \| |           |                                                  |          |                        |
|                                                                                    |           |                                                  |          |                        |
|                                                                                    | Marcatori | 22’ Disabato 29’ Loiero 62’ Mauro 90’ Stefanovic |          |                        |

| 6 maggio 2023, ore 16:00 CEST 27ª giornata | Freienbach | 0 – 0 | Paradiso |  |

| 14 maggio 2023, ore 16:00 CEST 28ª giornata | Paradiso | 1 – 1 | Wettswil-Bonstetten |  |

| 20 maggio 2023, ore 16:00 CEST 29ª giornata | Lugano II | 0 – 1 | Paradiso |  |

| 27 maggio 2023, ore 16:00 CEST 30ª giornata | Paradiso | 1 – 3 | Linth 04 |  |

## Statistiche

### Statistiche di squadra
| Competizione | Punti | In casa | In casa | In casa | In casa | In casa | In casa | In trasferta | In trasferta | In trasferta | In trasferta | In trasferta | In trasferta | Totale | Totale | Totale | Totale | Totale | Totale | DR  |
| Competizione | Punti | G       | V       | N       | P       | Gf      | Gs      | G            | V            | N            | P            | Gf           | Gs           | G      | V      | N      | P      | Gf     | Gs     | DR  |
| ------------ | ----- | ------- | ------- | ------- | ------- | ------- | ------- | ------------ | ------------ | ------------ | ------------ | ------------ | ------------ | ------ | ------ | ------ | ------ | ------ | ------ | --- |
| Prima Lega   | 65    | 15      | 10      | 3       | 2       | 35      | 11      | 15           | 10           | 2            | 3            | 24           | 9            | 30     | 20     | 5      | 5      | 59     | 20     | +39 |
| Totale       | 65    | 15      | 10      | 3       | 2       | 35      | 11      | 15           | 10           | 2            | 3            | 24           | 9            | 30     | 20     | 5      | 5      | 59     | 20     | +39 |

### Andamento in campionato
| Giornata  | 1 | 2 | 3 | 4 | 5 | 6 | 7 | 8 | 9 | 10 | 11 | 12 | 13 | 14 | 15 | 16 | 17 | 18 | 19 | 20 | 21 | 22 | 23 | 24 | 25 | 26 | 27 | 28 | 29 | 30 |
| --------- | - | - | - | - | - | - | - | - | - | -- | -- | -- | -- | -- | -- | -- | -- | -- | -- | -- | -- | -- | -- | -- | -- | -- | -- | -- | -- | -- |
| Luogo     | C | T | C | T | C | T | C | T | C | T  | C  | C  | T  | C  | T  | T  | C  | T  | C  | T  | C  | T  | C  | T  | C  | T  | T  | C  | T  | C  |
| Risultato | V | V | V | P | V | P | V | V | V | V  | P  | V  | N  | V  | V  | P  | V  | V  | N  | V  | N  | V  | V  | V  | V  | V  | N  | N  | V  | P  |
| Posizione | 1 | 2 | 1 | 3 | 3 | 3 | 3 | 2 | 2 | 2  | 2  | 1  | 1  | 1  | 1  | 1  | 1  | 1  | 1  | 1  | 1  | 1  | 1  | 1  | 1  | 1  | 1  | 1  | 1  | 1  |

Legenda:

Luogo: C = Casa; T = Trasferta. Risultato: V = Vittoria; N = Pareggio; P = Sconfitta.